# Alexander Bublik
Alexander Bublik, né le 17 juin 1997 à Gatchina en Russie, est un joueur de tennis kazakh d'origine russe, professionnel depuis 2016.
Il est membre de l'équipe du Kazakhstan de Coupe Davis depuis 2019. En mars 2024, il devient le premier joueur kazakh à faire son entrée dans le top 20 au classement ATP.

## Carrière
Alexander Bublik fait parler de lui la première fois en octobre 2016 lorsqu'il atteint les quarts de finale du tournoi de Moscou après avoir écarté Roberto Bautista-Agut au second tour.
À l'Open d'Australie 2017, pour sa première participation à un tournoi du Grand Chelem, il bat au premier tour le 16e mondial Lucas Pouille. Cette année-là, il s'impose aux tournois Challenger de Morelos et Aptos, ainsi qu'à Bratislava fin 2018. En 2019, il est titré à Budapest, Pau et Monterrey.
Il atteint sa première finale sur le circuit ATP en juillet 2019 à Newport, puis une seconde deux mois plus tard à Chengdu. En 2020, il se distingue avec deux victoires sur Benoît Paire et Denis Shapovalov à Marseille et surtout contre Gaël Monfils au premier tour des Internationaux de France.
En février 2022, il s'impose en finale de l'Open Sud de France - Montpellier face à Alexander Zverev, qu'il bat 6-4, 6-3, pour remporter son premier titre en simple.
Bublik s'offre un deuxième titre en juin 2023 en gagnant la finale de l'ATP 500 de Halle sur gazon face au Russe Andrey Rublev, no 7 mondial, en trois sets (6-3, 3-6, 6-3). Le Kazakhstanais, qui avait précédemment écarté Jannik Sinner et Alexander Zverev, atteint à la suite de sa victoire la 26e place mondiale, alors son meilleur classement en carrière.
Porté par sa dynamique, il écarte deux Américains la semaine suivante à Wimbledon, Mackenzie McDonald (6-7, 6-4, 6-4, 6-4) et Jeffrey John Wolf (6-3, 7-6, 6-0) ainsi que le qualifié allemand Maximilian Marterer (6-4, 6-1, 7-6), 170e joueur mondial. Pour la première fois en Grand Chelem à 26 ans, il atteint la deuxième semaine. De nouveau confronté au Russe Andrey Rublev, il remonte un handicap de deux sets à zéro mais est contraint à la défaite (5-7, 3-6, 7-6, 7-6, 4-6).
En octobre, au tournoi d'Anvers, Bublik s'octroie un nouveau titre en battant le jeune Français Arthur Fils en finale (6-4, 6-4) en ne perdant qu'un seul set du tournoi. Il avait battu précédemment les Français Grégoire Barrère (6-4, 6-2) et le jeune Giovanni Mpetshi Perricard (6-4, 4-6, 6-2) ainsi que le qualifié Maximilian Marterer (6-4, 6-4).
En février 2023, il est battu par Grégoire Barrère au premier tour du tournoi de Montpellier, dont il est tenant du titre, et se fait remarquer en détruisant trois raquettes coup sur coup.
En 2024, il se fait surprendre par l'indien Sumit Nagal  au premier tour de l'Open d'Australie alors qu'il est 31e tête de série et que son adversaire fut classé 137e mondial.
Par la suite, il remporte un nouveau titre à Montpellier en battant Borna Ćorić en finale (5-7, 6-2, 6-3), non sans avoir cédé un set lors de chacun de ses quatre matchs, et effacé des balles de match en huitièmes face à Denis Shapovalov (1-6, 7-6, 6-3). Il enchaîne début mars avec une seconde finale en ATP 500 à Dubaï où il renverse le Tchèque Tomáš Macháč (2-6, 6-3, 7-6) au premier tour puis dispose du Néerlandais Tallon Griekspoor en deux tie-breaks puis profite de l'abandon d'un autre Tchèque, le jeune Jiří Lehečka (6-4, 4-1 ab.). Il rencontre en demi-finale le Russe Andrey Rublev qui l'avait battu l'année précédente dans un gros duel à Wimbledon, et alors que le match dure depuis trois heures (6-7, 7-6, 6-5), il voit son adversaire se faire disqualifier pour des propos qu'il aurait tenu envers un juge de ligne. Il rencontre en finale le Français Ugo Humbert, vainqueur au tour précédent du numéro quatre mondial Daniil Medvedev mais s'incline (4-6, 3-6) pour sa deuxième finale de la saison.
Il dispute mi-mai le tournoi de Rome mais s'incline dès son premier match contre le Portugais Nuno Borges (4-6, 4-6) qui gagne pour la première fois de sa carrière un deuxième tour en Masters 1000. Il est proche d'arrêter juste après le tournoi de Wimbledon 2024.
En juin 2025, à Roland-Garros, il se qualifie pour les quarts de finale en battant le numéro 5 mondial et finaliste à Madrid Jack Draper au tour précédent, son meilleur résultat en carrière dans un tournoi du Grand Chelem. Mais il est relativement facilement éliminé par la tête de série numéro un, Jannik Sinner, qui le vainc en trois sets et environ 1 h 45 min (1-6, 5-7, 0-6). Il avait passé sur les premiers tours les Australiens James Duckworth (6-2, 6-4, 6-4) et Alex de Minaur, neuvième joueur mondial en étant mené deux manches à zéro (2-6, 2-6, 6-4, 6-3, 6-2) ainsi que le jeune Portugais Henrique Rocha (7-5, 6-1, 6-2) qui dispute son tout premier Majeur. Il confirme à Halle où après avoir battu le Français Alexandre Müller (6-4, 6-4), il sort le tenant du titre et tout récent auteur de sa première finale à Roland Garros Jannik Sinner (3-6, 6-3, 6-4) au deuxième tour de Halle. C'est la première fois de sa carrière qu'il bat un numéro un mondial. Il enchaîne en éliminant le Tchèque Tomáš Macháč (7-6, 6-3), difficilement Karen Khachanov en demi-finale (4-6, 7-6, 6-4) pour s'offrir sa première finale de la saison contre un autre Russe, l'ancien numéro un Daniil Medvedev. Il s'offre son cinquième titre (6-3, 7-6) en carrière, devenant le troisième joueur le plus titré du tournoi Allemand à égalité avec le local Tommy Haas et derrière Ievgueni Kafelnikov et Roger Federer.
Il assume mi-juillet son nouveau statut de Top 20 après un Wimbledon raté et s'envole pour le tournoi de Gstaad où il dispose tranquillement de son compatriote Alexander Shevchenko (6-2, 6-3), de l'Argentin Francisco Comesaña (6-4, 6-3) et du Français Arthur Cazaux qui dispute sa première demi-finale en carrière (6-1, 7-5). Il parvient ainsi en finale d'un tournoi sur terre pour la première fois de sa carrière et s'offre le titre contre un autre Argentin, Juan Manuel Cerúndolo (6-4, 4-6, 6-3). Il reste dans les Alpes et dispute le dernier tournoi ATP 250 sur terre de la saison à Kitzbühel. Impérial, il continue d'impressionner contre l'Argentin Thiago Tirante (6-3, 6-4), une nouvelle fois face à Alexander Shevchenko (6-4, 6-2) et en demi-finale contre le Néerlandais Botic van de Zandschulp (6-3, 6-4). Retrouvant Arthur Cazaux qui dispute sa première finale en carrière, il s'impose sur le score inverse (6-4, 6-3), remporte une huitième victoire de suite sans concéder un seul set et un troisième titre cette saison. Il devient également le premier Kazakhstanais vainqueur de ces deux tournois.

## Style
Bublik est connu pour son jeu spectaculaire, son tempérament fantasque et son franc-parler controversé : il a déclaré ne vouloir jouer que pour l'argent et ne pas avoir encore arrêté car il n'avait pas assez d'argent. Mais en fin 2022, il a déclaré qu'il avait changé de mentalité et que maintenant, il aimait le tennis parce qu'il s'est rendu compte que c'était un de ses rêves d'enfant. Il est aussi connu pour son habitude à servir à la cuillère. Doté d'un très gros service, le joueur kazakh a aussi la particularité de prendre beaucoup de risque en seconde balle, quitte à commettre un grand nombre de double fautes. Il en a notamment commis 26 dans un même match lors de l'US Open 2019. Il est l'un des joueurs les plus techniques de sa génération et toutes générations confondues. Ses résultats et son manque de régularité ne reflètent en rien son énorme potentiel.

## Palmarès

### Titres en simple
| No | Date       | Nom et lieu du tournoi          | Catégorie | Dotation    | Surface      | Finaliste             | Score         |          |
| -- | ---------- | ------------------------------- | --------- | ----------- | ------------ | --------------------- | ------------- | -------- |
| 1  | 31-01-2022 | Open Sud de France, Montpellier | ATP 250   | 427 645 €   | Dur (int.)   | Alexander Zverev      | 6-4, 6-3      | Parcours |
| 2  | 19-06-2023 | Terra Wortmann Open, Halle      | ATP 500   | 2 195 175 € | Gazon (ext.) | Andrey Rublev         | 6-3, 3-6, 6-3 | Parcours |
| 3  | 16-10-2023 | European Open, Anvers           | ATP 250   | 673 630 €   | Dur (int.)   | Arthur Fils           | 6-4, 6-4      | Parcours |
| 4  | 29-01-2024 | Open Sud de France, Montpellier | ATP 250   | 579 320 €   | Dur (int.)   | Borna Ćorić           | 5-7, 6-2, 6-3 | Parcours |
| 5  | 22-06-2025 | Terra Wortmann Open, Halle      | ATP 500   | 2 522 220 € | Gazon (ext.) | Daniil Medvedev       | 6-3, 7-64     | Parcours |
| 6  | 14-07-2025 | EFG Swiss Open Gstaad, Gstaad   | ATP 250   | 596 035 €   | Terre (ext.) | Juan Manuel Cerúndolo | 6-4, 4-6, 6-3 | Parcours |
| 7  | 20-07-2025 | Generali Open, Kitzbühel        | ATP 250   | 596 035 €   | Terre (ext.) | Arthur Cazaux         | 6-4, 6-3      | Parcours |

### Finales en simple messieurs
| No | Date       | Nom et lieu du tournoi                      | Catégorie | Dotation    | Surface      | Vainqueur           | Score           |          |
| -- | ---------- | ------------------------------------------- | --------- | ----------- | ------------ | ------------------- | --------------- | -------- |
| 1  | 15-07-2019 | Hall of Fame Open, Newport                  | ATP 250   | 583 585 $   | Gazon (ext.) | John Isner          | 7-62, 6-3       | Parcours |
| 2  | 23-09-2019 | Chengdu Open, Chengdu                       | ATP 250   | 1 096 575 $ | Dur (ext.)   | Pablo Carreño Busta | 65-7, 6-4, 7-63 | Parcours |
| 3  | 07-01-2021 | Antalya Open, Antalya                       | ATP 250   | 300 000 €   | Dur (ext.)   | Alex de Minaur      | 2-0 ab.         | Parcours |
| 4  | 22-02-2021 | Singapore Tennis Open, Singapour            | ATP 250   | 300 000 $   | Dur (int.)   | Alexei Popyrin      | 4-6, 6-0, 6-2   | Parcours |
| 5  | 11-07-2022 | Infosys Hall of Fame Open, Newport          | ATP 250   | 594 950 $   | Gazon (ext.) | Maxime Cressy       | 2-6, 6-3, 7-63  | Parcours |
| 6  | 19-09-2022 | Moselle Open, Metz                          | ATP 250   | 534 555 €   | Dur (int.)   | Lorenzo Sonego      | 7-63, 6-2       | Parcours |
| 7  | 26-02-2024 | Dubai Duty Free Tennis Championships, Dubaï | ATP 500   | 2 941 785 $ | Dur (ext.)   | Ugo Humbert         | 6-4, 6-3        | Parcours |

### Finale en double messieurs
| No | Date       | Nom et lieu du tournoi | Catégorie | Dotation     | Surface      | Vainqueurs                          | Partenaire     | Score          |          |
| -- | ---------- | ---------------------- | --------- | ------------ | ------------ | ----------------------------------- | -------------- | -------------- | -------- |
| 1  | 02-06-2021 | Roland-Garros Paris    | G. Chelem | 38 409 679 € | Terre (ext.) | Pierre-Hugues Herbert Nicolas Mahut | Andrey Golubev | 4-6, 7-6,1 6-4 | Parcours |

## Parcours dans les tournois duGrand Chelem

### En simple
| Année | Open d'Australie | Open d'Australie     | Internationaux de France | Internationaux de France | Wimbledon       | Wimbledon        | US Open         | US Open          |
| ----- | ---------------- | -------------------- | ------------------------ | ------------------------ | --------------- | ---------------- | --------------- | ---------------- |
| 2017  | 2e tour (1/32)   | Malek Jaziri         | —                        | —                        | 1er tour (1/64) | Andy Murray      | —               | —                |
|       |                  |                      |                          |                          |                 |                  |                 |                  |
| 2019  | —                | —                    | 2e tour (1/32)           | Dominic Thiem            | 1er tour (1/64) | Grégoire Barrère | 3e tour (1/16)  | Pablo Andújar    |
| 2020  | 1er tour (1/64)  | Jordan Thompson      | 2e tour (1/32)           | Lorenzo Sonego           | Annulé          | Annulé           | 1er tour (1/64) | Kyle Edmund      |
| 2021  | 2e tour (1/32)   | Dušan Lajović        | 1er tour (1/64)          | Daniil Medvedev          | 3e tour (1/16)  | Hubert Hurkacz   | 2e tour (1/32)  | Jack Sock        |
| 2022  | 2e tour (1/32)   | Gaël Monfils         | 2e tour (1/32)           | Miomir Kecmanović        | 3e tour (1/16)  | Frances Tiafoe   | 2e tour (1/32)  | P. Carreño Busta |
| 2023  | 1er tour (1/64)  | A. Davidovich Fokina | 1er tour (1/64)          | Giulio Zeppieri          | 1/8 de finale   | Andrey Rublev    | 1er tour (1/64) | Dominic Thiem    |
| 2024  | 1er tour (1/64)  | Sumit Nagal          | 2e tour (1/32)           | Jan-Lennard Struff       | 3e tour (1/16)  | Tommy Paul       | 1er tour (1/64) | Shang Juncheng   |
| 2025  | 1er tour (1/64)  | Francisco Cerúndolo  | 1/4 de finale            | Jannik Sinner            | 1er tour (1/64) | Jaume Munar      |                 |                  |

N.B. : à droite du résultat se trouve le nom de l'ultime adversaire.

### En double messieurs
| Année | Open d'Australie                                                                         | Open d'Australie                                                                        | Internationaux de France                  | Internationaux de France                                                                | Wimbledon                                                                             | Wimbledon                                                                        | US Open | US Open |
| ----- | ---------------------------------------------------------------------------------------- | --------------------------------------------------------------------------------------- | ----------------------------------------- | --------------------------------------------------------------------------------------- | ------------------------------------------------------------------------------------- | -------------------------------------------------------------------------------- | ------- | ------- |
| 2019  | —                                                                                        | —                                                                                       | —                                         | —                                                                                       | 2e tour (1/16) M. Kukushkin \|\| style="text-align:left;" \| J. S. Cabal Robert Farah | 1er tour (1/32) John Millman \|\| style="text-align:left;" \| Evan King H. Reese |         |         |
| 2020  | 1/2 finale M. Kukushkin \|\| style="text-align:left;" \| Rajeev Ram J. Salisbury         | 1er tour (1/32) M. Kukushkin \|\| style="text-align:left;" \| K. Krawietz A. Mies       | Annulé                                    | Annulé                                                                                  | —                                                                                     | —                                                                                |         |         |
| 2021  | 1/8 de finale A. Golubev \|\| style="text-align:left;" \| M. Arévalo M. Middelkoop       | Finale A. Golubev                                                                       | P.-H. Herbert Nicolas Mahut               | 1er tour (1/32) A. Nedovyesov \|\| style="text-align:left;" \| Rafael Matos T. Monteiro | —                                                                                     | —                                                                                |         |         |
| 2022  | 1er tour (1/32) J. Zieliński \|\| style="text-align:left;" \| Marcos Giron Kwon Soon-woo | 1/8 de finale T. Kokkinakis \|\| style="text-align:left;" \| Ivan Dodig Austin Krajicek | —                                         | —                                                                                       | 2e tour (1/16) Holger Rune \|\| style="text-align:left;" \| Q. Halys A. Mannarino     |                                                                                  |         |         |
| 2023  | 1er tour (1/32) J.-P. Smith \|\| style="text-align:left;" \| W. Koolhof N. Skupski       | 1er tour (1/32) M. Fucsovics \|\| style="text-align:left;" \| M. Middelkoop A. Mies     | —                                         | —                                                                                       | —                                                                                     | —                                                                                |         |         |
| 2024  | —                                                                                        | —                                                                                       | 2e tour (1/16) A. Shevchenko \|\| Forfait | 1er tour (1/32) A. Shevchenko \|\| style="text-align:left;" \| Y. Bhambri A. Olivetti   | —                                                                                     | —                                                                                |         |         |
| 2025  | 1er tour (1/32) A. Shevchenko \|\| style="text-align:left;" \| A. Behar R. Galloway      | —                                                                                       | —                                         | —                                                                                       | —                                                                                     |                                                                                  |         |         |

N.B. : le nom du partenaire se trouve sous le résultat ; les noms des ultimes adversaires se trouvent à droite.

### En double mixte
| Année | Open d'Australie                                                                | Open d'Australie | Internationaux de France                                                           | Internationaux de France | Wimbledon | Wimbledon | US Open | US Open |
| ----- | ------------------------------------------------------------------------------- | ---------------- | ---------------------------------------------------------------------------------- | ------------------------ | --------- | --------- | ------- | ------- |
| 2021  | 1er tour (1/16) E. Rybakina \|\| style="text-align:left;" \| S. Stosur M. Ebden | —                | —                                                                                  | —                        | —         | —         | —       |         |
| 2022  | —                                                                               | —                | 1er tour (1/16) N. Dzalamidze \|\| style="text-align:left;" \| S. Sanders S. Gillé | —                        | —         | —         | —       |         |

N.B. : le nom de la partenaire se trouve sous le résultat ; les noms des ultimes adversaires se trouvent à droite.

## Parcours dans lesMasters 1000
| Année | Indian Wells         | Miami                   | Monte-Carlo        | Madrid                    | Rome              | Canada               | Cincinnati            | Shanghai             | Paris                     |
| ----- | -------------------- | ----------------------- | ------------------ | ------------------------- | ----------------- | -------------------- | --------------------- | -------------------- | ------------------------- |
| 2019  | —                    | 2e tour N. Kyrgios      | —                  | —                         | —                 | —                    | —                     | 1er tour F. Auger    | —                         |
| 2020  | n.o.                 | n.o.                    | n.o.               | n.o.                      | 1er tour M. Čilić | n.o.                 | 1er tour K. Khachanov | n.o.                 | 1er tour L. Sonego        |
| 2021  | —                    | 1/4 de finale J. Sinner | 1er tour J. Chardy | 1/4 de finale C. Ruud     | 1er tour M. Čilić | 2e tour D. Medvedev  | 2e tour G. Dimitrov   | n.o.                 | 2e tour C. Ruud           |
| 2022  | 3e tour G. Dimitrov  | 3e tour C. Ruud         | 2e tour P. Carreño | 1er tour M. Kecmanović    | 1er tour M. Giron | 1er tour J. Brooksby | —                     | n.o.                 | 1er tour M. Ymer          |
| 2023  | 1er tour Wu T.-l.    | 1er tour J. J. Wolf     | 1er tour A. Zverev | 2e tour H. Rune           | 3e tour C. Ruud   | 1er tour H. Hurkacz  | —                     | —                    | 1/8 de finale G. Dimitrov |
| 2024  | 3e tour A. de Minaur | 2e tour M. Arnaldi      | 1er tour B. Ćorić  | 1/8 de finale D. Medvedev | 2e tour N. Borges | 1er tour B. Shelton  | —                     | 2e tour R. Safiullin | 2e tour H. Rune           |
| 2025  | 1er tour Y. Watanuki | 2e tour T. Paul         | —                  | 1/8 de finale J. Menšík   | 2e tour C. Ruud   | —                    | —                     |                      |                           |

N.B. : sous le résultat se trouve le nom de l’ultime adversaire.

## Confrontations avec ses principaux adversaires
Confrontations lors des différents tournois ATP et en Coupe Davis avec ses principaux adversaires (5 confrontations minimum et avoir été membre du top 10). Classement par pourcentage de victoires. Situation au 7 juin 2025 :
| Joueur                | Meilleur classement | Confrontations | Victoires | Défaites | Pourcentage de victoires | Dernière confrontation                             |
| --------------------- | ------------------- | -------------- | --------- | -------- | ------------------------ | -------------------------------------------------- |
| Casper Ruud           | 2                   | 8              | 1         | 7        | 12,5                     | défaite (4-6, 6-4, 3-6) au Masters de Rome 2025    |
| Hubert Hurkacz        | 6                   | 7              | 1         | 6        | 14,3                     | défaite (3-6, 62-7) au Masters du Canada 2023      |
| Daniil Medvedev       | 1                   | 6              | 1         | 6        | 14,3                     | victoire (6-3, 7-64) au tournoi de Halle 2025      |
| Jannik Sinner         | 1                   | 6              | 2         | 4        | 33,3                     | victoire (3-6, 6-3, 6-4) au tournoi de Halle 2025  |
| Andrey Rublev         | 5                   | 8              | 3         | 5        | 37,5                     | victoire (6-4, 0-6, 6-4) au Masters de Madrid 2025 |
| Félix Auger-Aliassime | 6                   | 5              | 2         | 3        | 40                       | défaite (67-7, 7-64, 3-6) au tournoi de Dubaï 2025 |
| Andy Murray           | 1                   | 5              | 2         | 3        | 40                       | victoire (7-5, 6-4) au tournoi de Newport 2022     |
| Grigor Dimitrov       | 3                   | 6              | 3         | 3        | 50                       | défaite (2-6, 2-6) au Masters de Paris-Bercy 2023  |
| Taylor Fritz          | 4                   | 6              | 3         | 3        | 50                       | défaite (4-6, 4-6) aux Jeux olympiques 2024        |

## Victoires sur le top 10
Toutes ses victoires sur des joueurs classés dans le top 10 de l'ATP lors de la rencontre.
| Légende      |
| Grand Chelem |
| Masters 1000 |
| ATP 500      |
| ATP 250      |
| Coupe Davis  |

| #  | A.B.  | Tournoi       | Année | Surface      | Adversaire        | Rang  | Tour   | Score                   |
| -- | ----- | ------------- | ----- | ------------ | ----------------- | ----- | ------ | ----------------------- |
| 1  | no 49 | Roland-Garros | 2020  | Terre battue | Gaël Monfils      | no 9  | 1/64   | 6-4, 7-5, 3-6, 6-3      |
| 2  | no 49 | Antalya       | 2021  | Dur          | Matteo Berrettini | no 10 | 1/4    | 7-66, 6-4               |
| 3  | no 43 | Rotterdam     | 2021  | Dur (int.)   | Alexander Zverev  | no 7  | 1/32   | 7-5, 6-3                |
| 4  | no 35 | Montpellier   | 2022  | Dur (int.)   | Alexander Zverev  | no 3  | Finale | 6-4, 6-3                |
| 5  | no 32 | Coupe Davis   | 2022  | Dur (int.)   | Casper Ruud       | no 8  | Poules | 6-4, 5-7, 6-4           |
| 6  | no 44 | Coupe Davis   | 2022  | Dur (int.)   | Cameron Norrie    | no 8  | Poules | 6-4, 6-3                |
| 7  | no 48 | Halle         | 2023  | Gazon        | Jannik Sinner     | no 9  | 1/4    | 7-5, 2-0 ab.            |
| 8  | no 48 | Halle         | 2023  | Gazon        | Andrey Rublev     | no 7  | Finale | 6-3, 3-6, 6-3           |
| 9  | no 23 | Dubaï         | 2024  | Dur          | Andrey Rublev     | no 5  | 1/2    | 64-7, 7-65, 6-5 dsq.    |
| 10 | no 75 | Madrid        | 2025  | Terre battue | Andrey Rublev     | no 8  | 1/16   | 6-4, 0-6, 6-4           |
| 11 | no 62 | Roland-Garros | 2025  | Terre battue | Alex de Minaur    | no 9  | 1/32   | 2-6, 2-6, 6-4, 6-3, 6-2 |
| 12 | no 62 | Roland-Garros | 2025  | Terre battue | Jack Draper       | no 5  | 1/8    | 5-7, 6-3, 6-2, 6-4      |
| 13 | no 45 | Halle         | 2025  | Gazon        | Jannik Sinner     | no 1  | 1/8    | 3-6, 6-3, 6-4           |

## Classements ATP en fin de saison
| Année          | 2014 | 2015 | 2016 | 2017 | 2018 | 2019 | 2020 | 2021 | 2022 | 2023 | 2024 |
| Rang en simple | 882  | 960  | 205  | 117  | 169  | 56   | 50   | 36   | 37   | 32   | 33   |
| Rang en double | 736  | 891  | 855  | –    | 422  | 322  | 90   | 48   | 169  | 223  | 117  |

Source : (en) Classements de Alexander Bublik sur le site officiel de la Fédération internationale de tennis